# M’apotlaki Ts’elho
M’apotlaki Ts’elho (ur. 3 lipca 1981) – lesotyjska sprinterka.  Brała udział w sztafecie 4 × 100 metrów kobiet na Letnich Igrzyskach Olimpijskich w 1996 roku. Sztafeta Lesotho 4 x 100 m biegła w drugim biegu eliminacyjnym, jednak została zdyskwalifikowana (czas: 49.52 s.), zajmując tym samym ostatnie 6. miejsce w biegu.  